# Венец (Ардатовский район)
Вене́ц — сельский посёлок в Ардатовском районе Нижегородской области Россия. Входит в состав рабочего посёлка Мухтолово.

## Этимология
Посёлок при железной дороге получил своё название от одноимённого близлежащего населённого пункта — села Венец Сосновского района. В свою очередь происхождение названия села имеет две версии: по одной, оно было названо по имевшемуся здесь родника, окружённого бревенчатым срубом, по другой — необычному расположению в окружении других населённых пунктов.

## История
В 1910—1911 гг. здесь была построена железная дорога, на которой и возник разъезд Венец, впоследствии превратившийся в посёлок. 
Первым начальником только что построенной станции стал Алексей Михайлович Пономарёв. Под его началом работали первые переводчики стрелок: С. М. Баранцев, И. И. Баранцев и М. В. Акишин. По фамилии последнего названо расположенное поблизости с п. Венцом болото—Акишкино болото.
Первый паровоз, прошедший через станцию Венец, был серии «ЧН», затем здесь «бегали» паровозы серий «Э» и «Л».
Окрестности п. Венца богаты лесом. Поэтому одновременно с возникновением данного населённого пункта начались разработки лесных массивов.
Появились первые лесозаготовительные организации. Для подвоза леса была построена железнодорожная ветка протяжённостью 8 км в глубь леса.
В 1916 г. пленными австрийцами в Венце было построено здание лесничества, состоявшее из конторы и трёх квартир. Первым лесничим был грузин Шупеня.
В 1921 г. в посёлке построили лесопильный завод, первым директором которого стал Сигизмунд Станиславович Скирчелли. Завод давал большое количество лесопродукции. В 1932 г. он сгорел.
Коренным населением посёлка всегда были русские. Правда, в период лесозаготовок приезжали сюда на заработки рабочие-татары. Поэтому первые бараки, где они жили, до сих пор называют «татарскими».
В 1927 г. была открыта двухклассная школа, которая помещалась в одной комнате. Первой учительницей стала Мария Николаевна Зачесова. В школе обучалось 14 детей. В 1932 г. школу реорганизовали в четырёхклассную.
В годы Великой Отечественной войны на фронт из посёлка было призвано более 200 мужчин. Из них 91 погиб.
Многие жители посёлка были удостоены высоких правительственных наград. Среди них Герой Советского Союза А. И. Попков.
В военные годы основным занятием населения были лесозаготовки: готовили дрова дня паровозов, древесный уголь. В зимний период здесь работали колхозники Ардатовского района на лошадях: для них была введена трудгужповинность.
В 1947 г. в п. Венце имелась семилетняя школа, а в 1959—1960 гг. открылась восьмилетка. В школе обучалось более 100 учащихся. В 1985 г. выстроили в посёлке новое здание восьмилетней школы.
В 1960—1980 гг. в посёлке в основном уже преобладало население пожилого возраста. Численность его постепенно сокращалась.
Трудоспособные жители посёлка работали на железной дороге, в лесничестве, на лесозаготовках, а также ездили на работу в п. Мухтолово, города Муром, Навашино, Арзамас.
Все местные жители имели приусадебные участки, на которых выращивали в основном картофель и овощи.
В посёлке работали клуб, почтовое отделение, 3 магазина, пекарня.

## Географическое положение
Сельский посёлок Венец находится на юго-западе Нижегородской области России, на железной дороге Мухтолово — Тёша. Расстояние до Мухтолова — 14 км к западу, то Тёши — 10 км к востоку. Посёлок соединён просёлочной дорогой с деревней Вилейкой, расстояние до которого 8 км к северу. Посёлок находится в окружении лиственных лесов, на его окраине имеется небольшое озеро, а в 1 км к юго-востоку протекает река Монасиха. Высота над уровнем моря около 143 метров.
Посёлок Венец, как и вся Нижегородская область, находится в часовой зоне МСК (московское время). Смещение применяемого времени относительно UTC составляет +3:00.

## Административная принадлежность
Сельский посёлок Венец входит в состав административно-территориального образования Рабочий посёлок Мухтолово Ардатовского муниципального округа Нижегородской области Российской Федерации.

## Климат
Посёлок находится в зоне умеренно-континентального климата, который характеризуется холодной продолжительной зимой и тёплым, но достаточно коротким летом. За год выпадает в среднем 450—550 мм осадков, из них 68 % — в виде дождя и 32 % — в виде снега. Среднегодовая относительная влажность воздуха — 76 %. Снежный покров достигает 50 см, а в особо снежные зимы может достигать одного метра и более.
Весна приходит резко, обычно к середине апреля, при этом вплоть до середины мая нередки заморозки. Лето сравнительно короткое и достаточно жаркое — в отдельные годы температура может достигать 36 °C. Шапка лета приходится на июль. В конце весны и лета нередки грозы — их может случаться до 20 за год, почти каждый год выпадает град. Осень приходит в сентябре и стоит до начала ноября, но уже в сентябре нередки заморозки. Зима наступает в начале ноября и продолжается до середины марта. Обычно первый снег выпадает в октябре и держится в течение пяти месяцев, сходит к 10—15 апреля. Почва промерзает на глубину 70—90 см.
Вегетационный период составляет 189 дней, продолжительность безморозного периода — 137 дней.

## Население
| Численность населения | Численность населения | Численность населения | Численность населения | Численность населения | Численность населения |
| 1978                  | 1992                  | 1999                  | 2002                  | 2010                  | 2021                  |
| --------------------- | --------------------- | --------------------- | --------------------- | --------------------- | --------------------- |
| 750                   | ↘418                  | ↘353                  | ↘301                  | ↘174                  | ↘86                   |

## Инфраструктура
В посёлке 6 улиц: 1-я Северная, 2-я Северная, Кооперативная, Ленина, Первомайская и Южная.